# Minuta

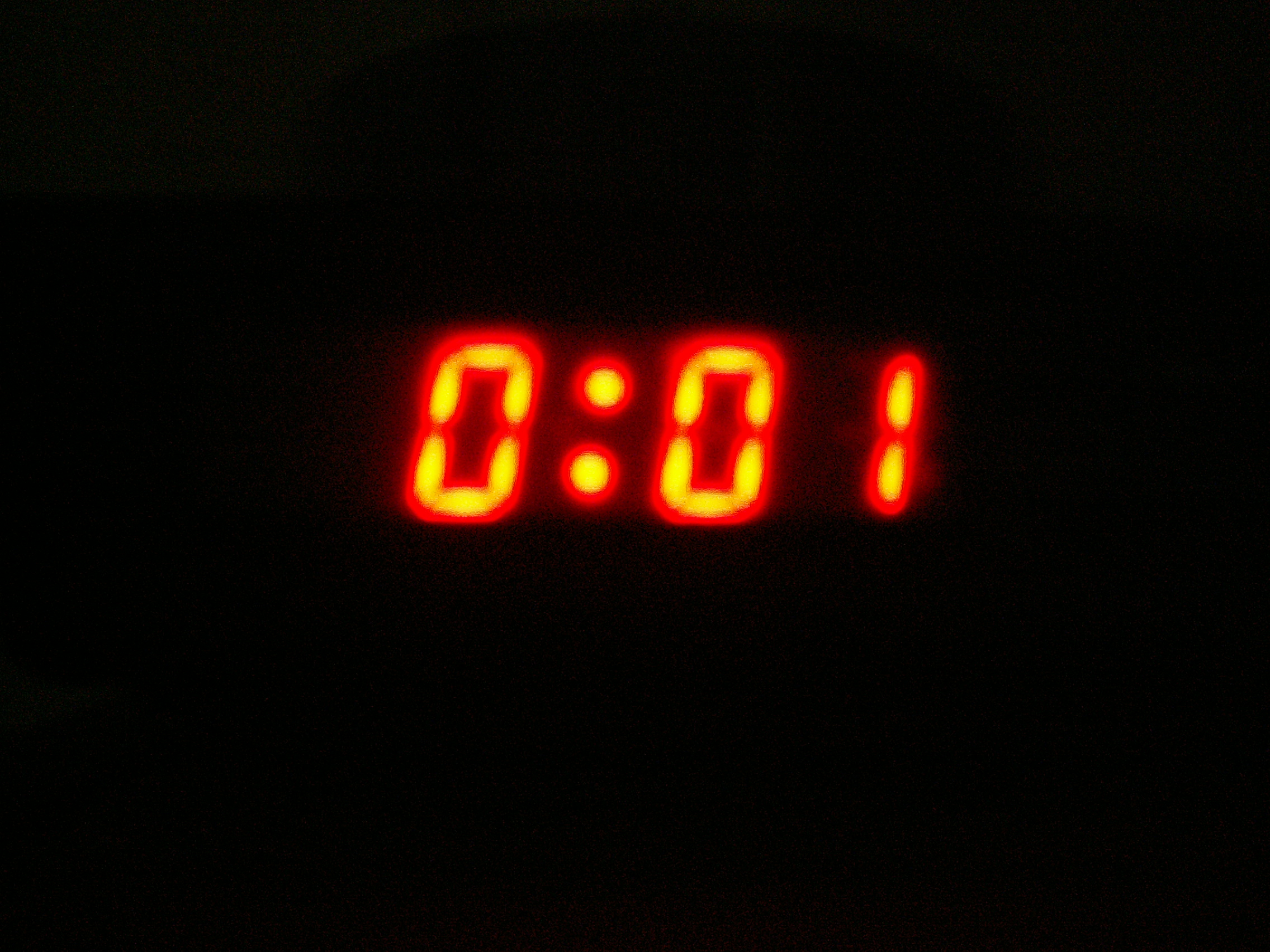
Wyświetlacz zegara cyfrowego przedstawiający godzinę 00:01 (czyli 1 minutę po północy)

Minuta, skrót min (bez kropki) – legalna jednostka czasu nienależąca do układu SI, równa 60 sekundom. Wywodzi się z sumeryjskiego układu miar. Termin minuta pochodzi z łacińskiego wyrażenia pars minuta prima - pierwsza mała część lub maleńka cząstka.
1 min = 60 s = 1/60 h = 1/1440 doby
W szczególnych przypadkach do minuty doliczana jest dodatkowa sekunda, tzw. sekunda przestępna.